# Sonderpreis
Als Sonderpreis wird ein Preis bezeichnet, der für Leistungen in einer speziellen Sparte/Kategorie eines Wettbewerbs oder im Rahmen eines Festivals vergeben wird. Oft wird ein Sonderpreis vergeben, um das Lebenswerk eines bedeutenden Künstlers oder anerkennenswerte Leistungen auf einem Teilgebiet zu würdigen, auch wenn der eigentliche (Haupt-)Preis anderen Künstlern zugesprochen wird.
Beispiele für solche Sondersparten finden sich
- bei mehreren Jazz- und anderen Musikpreisen
- bei Medienpreisen:
  - bei Filmpreisen, z. B. den Oscars
  - bei Fernsehpreisen, z. B. dem Grimme-Preis
  - bei Journalistenpreisen, z. B. dem Pulitzer-Preis
  - bei Literaturpreisen
- bei Wissenschaftspreisen, z. B. für wirtschaftlich anwendbare oder fundamental bedeutsame Erkenntnisse.
- beim Kabarett, beispielsweise beim Prix Pantheon die Kategorie „Reif und Bekloppt“
- bei Autorennen oder sogenannten Kriterien